# Folkets främsta företrädare
Folkets främsta företrädare (förkortat FFF) är ett svenskt satirprogram skapat av Aron Flam, som visats på SVT Play, SVT Flow samt vissa avsnitt som en del av SVT:s program Agenda.

## Format och medverkande
Programmets format är infotainment.
I programmets första två säsonger har, förutom skaparen Aron Flam, David Druid, Henrik Dorsin, Petra Mede, Nanna Johansson och Kristoffer "Kringlan" Svensson medverkat. Hösten 2015 sändes programmets tredje säsong. I denna medverkade Flam, Druid, Dorsin och Louise Nordahl framför kameran. Den tredje säsongens avsnitt spelades in veckovis och hade ett delvis nytt format med längre avsnitt och ett större fokus på dagsaktuella händelser.
I efterhand har skaparen Aron Flam sagt att han var tvungen att bedriva en kamp mot SVT för att få med skämt om vänstern, miljöpartiet, feminism eller public service själva, samtidigt som skämt riktade mot högern och liberaler gick bra. Flam hänvisade bland annat till en oklippt version av seriens sista avsnitt.

## Avsnitt

### Första säsongen (2013-2014)[2][5]
1. Riksdagen (7 november)
2. Riksbanken (14 november)
3. Nya Moderaterna (21 november)
4. Socialdemokraterna (28 november)
5. Religionsfrihet (5 december)
6. Nobels fredspris (12 december)
7. Polisen (19 december)
8. Public Service (26 december)
9. Successionsordningen (2 januari)
10. Yttrandefrihet (9 januari)
11. Sverigedemokraterna (16 januari)
12. Nationalsången (23 januari)

### Andra säsongen (2014)[2]
1. Försvarsmakten (1 maj)
2. Arbetsförmedlingen (8 maj)
3. EU (15 maj)
4. Skolan (22 maj)
5. Neutralitet (29 maj)
6. Klassamhälle (5 juni)
7. Narkotikapolitik (12 juni)
8. Migrationsverket (26 juni)

### Tredje säsongen (2015)[2]
1. Statsministern och Sjukvården (13 november)
2. Flyktingkrisen (20 november)
3. Övervakning (27 november)
4. Hyckleri (4 december)

### Specialavsnitt
- Valspecial (5 september 2014)[2]